# الرويضة بسدير (المجمعة)
الرويضة بسدير، هي قرية من فئة (ب) تقع في محافظة المجمعة، والتابعة لمنطقة الرياض في السعودية. وتبعد الرويضة بسدير عن محافظة المجمعة بمسافة تقارب (15) كم.